# NGC 4119
NGC 4119 је лентикуларна галаксија у сазвежђу Девица која се налази на NGC листи објеката дубоког неба.
Деклинација објекта је + 10° 22' 44" а ректасцензија 12h 8m 9,5s. Привидна величина (магнитуда) објекта NGC 4119 износи 11,3 а фотографска магнитуда 12,2. Налази се на удаљености од 16,8000 милиона парсека од Сунца. NGC 4119 је још познат и под ознакама NGC 4124, IC 3011, UGC 7117, CGCG 69-58, IRAS 12055+1039, MCG 2-31-36, PGC 38527.